# ایل دور

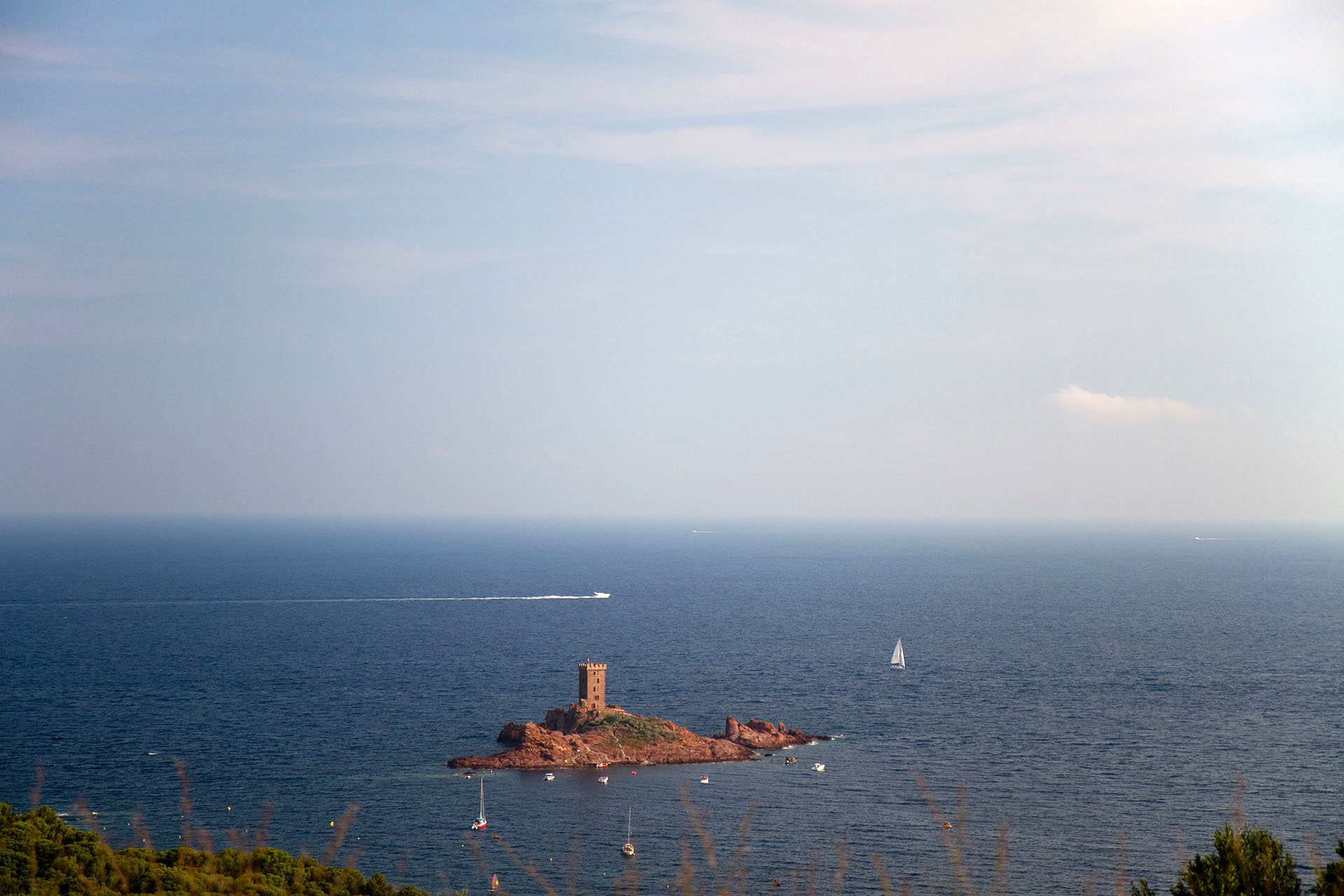
ایل دور

ایل دور (به فرانسوی: Île d'Or) جزیره‌ای خصوصی از جنس سنگ سماق در شرق شهر سن رافائل کشور فرانسه است. در دهه ۱۹۱۰ میلادی، مالک آن زمان جزیره برجی به سبک قرون وسطی در آن ساخت. گفته می‌شود که این جزیره الهام‌بخش هرژه در کتاب جزیره سیاه از مجموعه ماجراهای تن‌تن و میلو بوده.